# Еськино (Архангельская область)
Еськино — деревня в Верхнетоемском муниципальном округе Архангельской области России.

## География
Деревня находится в юго-восточной части Архангельской области, в подзоне средней тайги, в пределах северной окраины Восточно-Европейской равнины, на левом берегу реки Выя, на расстоянии примерно 105 км (по прямой) к северо-востоку от села Верхняя Тойма, административного центра округа. Абсолютная высота — 117 м над уровнем моря.

### Часовой пояс
Деревня Еськино, как и вся Архангельская область, находится в часовой зоне МСК (московское время). Смещение применяемого времени относительно UTC составляет +3:00.

## Население
| 2002 | 2010 |
| ---- | ---- |
| 0    | →0   |